# Nomia borneana
Nomia borneana är en biart som beskrevs av Cameron 1902. Nomia borneana ingår i släktet Nomia och familjen vägbin. Inga underarter finns listade i Catalogue of Life.